# Economia dell'Albania
L'economia dell'Albania è considerata quella di un "Paese in via di sviluppo", secondo la metodologia del Fondo Monetario Internazionale (FMI) e delle Nazioni Unite (ONU). L'Albania non è un paese ricco per gli standard europei e sta attualmente compiendo la difficile transizione verso un'economia di mercato. La caduta del regime politico comunista del 1990 è infatti avvenuta più tardi e in modo più caotico rispetto agli altri paesi dell'Europa dell'Est, ed è stata caratterizzata da un massiccio esodo di rifugiati politici e emigranti economici verso l'Italia e la Grecia nel 1991 e nel 1992. I primi tentativi di riforma cominciarono all'inizio del 1992, dopo che il valore reale del PIL era diminuito di oltre il 50% rispetto al picco del 1989.

## Storia
Il governo, democraticamente eletto ed insediato nel 1992, lanciò un ambizioso programma di riforme per arrestare il decadere dell'economia ed indirizzare il paese verso un'economia di mercato. Gli elementi chiave della riforma comprendevano la liberalizzazione del sistema dei prezzi e degli scambi, un consolidamento fiscale, un più serrato controllo sulla politica monetaria e una rigorosa politica delle entrate. Questi cambiamenti erano supportati da un ampio pacchetto di riforme strutturali, che comprendevano la privatizzazione di proprietà statali ed enti, la creazione di nuove imprese per il nuovo regime socio-economico, riforme nel settore finanziario e la creazione di un quadro legale per l'economia di libero mercato e le attività del settore privato.
I prezzi furono in gran parte liberalizzati. Fu privatizzata la maggior parte delle imprese di stato: dalle piccole industrie e dal fallimento delle società cooperative agricole delle comuni rurali, alle imprese statali artigianali medie e piccole. A partire dal 1995, il governo iniziò a privatizzare le grandi imprese di stato, mantenendo però il controllo delle ferrovie di stato, del servizio pubblico statale per le Poste Albanesi, INSIG (l'Istituto Nazionale delle Assicurazioni), KESH (la Compagnia Corporate Albanese per l'Energia Elettrica) e Albpetrol/ARMO, su cui vennero investiti grandi capitali per il rilancio.
I risultati degli sforzi del Sistema Albania furono inizialmente incoraggianti. Dietro il settore trainante dell'agricoltura il PIL (prodotto interno lordo) crebbe di circa l'11% nel 1993, dell'8% nel 1994 e di più dell'8% nel 1995, con la maggior parte di questa crescita nel settore privato. L'inflazione annua cadde dal 25% del 1991 a percentuali ad una sola cifra. La moneta albanese (il Lek) si stabilizzò. L'Albania divenne meno dipendente da aiuti esterni. La rapidità e il vigore della risposta imprenditoriale privata alle aperture e alla liberalizzazione fu maggiore delle aspettative.
A partire dal 1995, tuttavia, il progresso si arrestò. Un indebolimento nella risoluzione del governo a continuare le dure politiche di stabilizzazione in occasione delle elezioni del 1996, probabilmente per ottenere consensi, contribuì al rinnovarsi della pressione inflazionistica, che raggiunse il 20% nel 1996, spinta anche dal deficit superiore al 12%.
Il collasso sociale ed economico e del sistema finanziario agli inizi del 1997 portò al fallimento della Banca statale Agricola Albanese e della Banca statale Commerciale Albanese. Un regime finanziario viziato dalla creazione di schemi piramidali di mera speculazione finanziaria di traffici monetari a tassi eccessivi che avevano attirato depositi da una parte notevole della popolazione, diede origine a disordini che causarono più di 1500 morti, una diffusa distruzione di proprietà pubblica e privata con una caduta del PIL dell'8% e l'esplosione dell'inflazione al 50%.
Il valore reale della moneta albanese durante la crisi del 1997 si dimezzò, prima di salire nuovamente nel gennaio del 1998 alla quota di 143 lek per un dollaro. Il nuovo governo (insediato nel luglio del 1997), fu costretto ad adottare energiche misure per ristabilire l'ordine pubblico e rivitalizzare le attività economiche e il commercio.
Nel 1998 l'economia dell'Albania mostrò netti segni di ripresa.
Il 1999 nella regione fu caratterizzato dal conflitto fra NATO e Serbia (allora Repubblica Federale di Jugoslavia) per la questione del Kosovo. Molti aiuti economici vennero stanziati dalla comunità internazionale per aiutare il Governo albanese a sostenere gli alti costi dovuti all'afflusso massiccio di quasi mezzo milione di rifugiati dal Kosovo.
Nel 2007 si è conclusa la procedura di privatizzazione di Telecom Albania-Albtelecom, impresa statale di telecomunicazione fissa (con le tecnologie Alcatel&Lucent di fibra ottica, servizi di larga banda ADSL e una licenza integrata di rilancio per un Operatore Mobile GSM), con l'acquisizione da parte di un consorzio formato dal Gruppo "Cetel", Türk Telekomunikasyon A.S. e "CALIK" per il 20% e per l'80% da un Holding Arabo Turco-Libica con il gruppo bancario della BKT-Banca Nazionale di Commercio, BERS e IFC a Tirana.
Altre imprese statali sono in fase di privatizzazione: la INSIG (l'Istituto Nazionale delle Assicurazioni), ed il settore distribuzione della KESH (la Compagnia Corporate Albanese per l'Energia Elettrica) e Albpetrol/ARMO.
Attualmente l'Albania è sottoposta ad un intensivo regime di ristrutturazione macroeconomica sotto la sorveglianza del Fondo Monetario Internazionale e della Banca Mondiale, in collaborazione per la politica monetaria con la Banca d'Albania (Banca Centrale dello Stato Albanese).
Esiste una profonda necessità di riforme, che riguarda tutti i settori dell'economia, ma la possibilità di attuarle è limitata da una scarsa capacità amministrativa pubblica, dalla migrazione del capitale umano specializzato e da bassi livelli di reddito, da confrontarsi con l'alto costo della vita, che rendono molti gruppi sociali della popolazione particolarmente sofferenti per disoccupazione e fluttuazione dei prezzi.
L'economia albanese, e specialmente l'economia familiare, continua ad essere sostanzialmente sostenuta dalle rimesse degli emigrati albanesi (1.100.000 persone attive da 18-70 anni), ammontanti ad un miliardo e trecento milioni di euro all'anno, poiché circa il 20% della forza lavoro opera all'estero, in paesi dell'Europa Occidentale come Italia, Grecia, Germania e Regno Unito. Queste rimesse sostengono il PIL ed aiutano a mitigare il notevole deficit della bilancia dei pagamenti.
Gran parte delle terre agricole, furono privatizzate nel 1992 dai governi post-comunisti attraverso una vasta distribuzione delle terre senza obblighi finanziari. Tale iniziativa portò al proliferare di piccole o piccolissime iniziative economiche contadine. Inizialmente erano limitate, a causa delle limitate dimensioni dei territori assegnati e dalla modesta capacità imprenditoriale.
Ad ogni modo lo sviluppo favorì in seguito l'installarsi di medie e piccole imprese familiari, che trovarono particolare successo in mercati di nicchia, come l'agricoltura biologica di olio di oliva, erbe medicinali o da essenza, prodotti enologici, latticini e prodotti ortofrutticoli.
Trovò particolare successo la produzione di prodotti biologici e privi di OGM (Organismi Geneticamente Modificati).
Gli investimenti esteri sono avvenuti in partenza in maniera massiccia su larga scala, ma sono stati poi violentemente frenati da gravi carenze nelle infrastrutture pubbliche e sociali; tra queste risultano, al termine del 2009:
- la ridotta capacità delle autorità governative di esercitare un'adeguata vigilanza sul sistema bancario e creditizio, sia in città che nelle zone rurali;
- la mancanza nella legislazione nazionale di una banca dati centrale con un registro nazionale delle persone fisiche e giuridiche. Sia per i cittadini albanesi che per gli stranieri residenti in Albania;
- informazioni certe ed ufficialmente certificate dei titoli giuridici sulla proprietà mobiliare e immobiliare delle persone fisiche e giuridiche private e, di conserva, della proprietà degli enti pubblici e statali, da cui le stesse proprietà private sono derivate in seguito alla disordinata privatizzazione seguita al crollo del regime comunista;
- l'assenza di una legislazione nazionale e di strutture pubbliche per l'autorità di vigilanza dei diritti d'autore, della difesa della proprietà industriale (marchi e brevetti), e della proprietà intellettuale;
- la inadeguatezza della legislazione su di un appropriato sistema giuridico riguardo ai contratti commerciali nazionali ed internazionali;
- l'assenza di banche dati nazionali efficienti sul sistema economico delle società finanziarie, delle banche commerciali e del credito, ed inoltre l'assenza di una banca dati nazionale efficiente per le attività economiche delle imprese e delle persone fisiche;
- la sostanziale assenza nel sistema bancario albanese di banche e/o fondazioni agro-industriali, per il finanziamento delle imprese a medio e lungo termine, per promuovere progetti di sviluppo.

Dopo una grave crisi energetica nel 2007, che ha lasciato gran parte della popolazione senza elettricità, la situazione è notevolmente migliorata e, almeno nelle città, la corrente elettrica è assicurata senza interruzioni.

## Sistema bancario

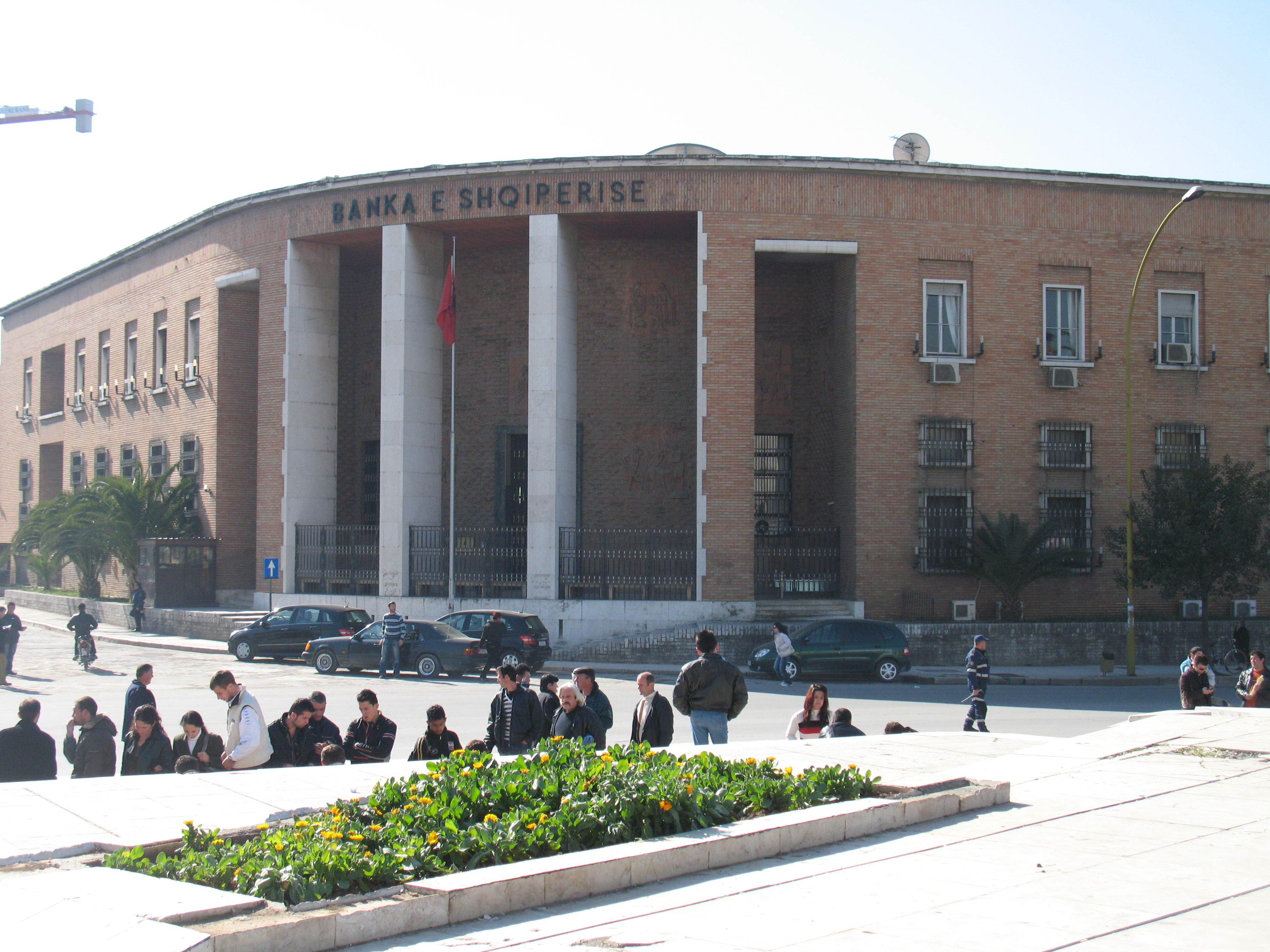
La sede principale della Banca nazionale dell'Albania a Tirana

Dopo gli anni novanta molte banche commerciali private albanesi e straniere hanno aperto sedi e filiali nelle principali città. Fra queste, una decina di banche sono controllate da società commerciali bancarie greche (una di queste filiali con la banca madre in Grecia è stata acquistata ultimamente dal Groupe Crédit Agricole francese), una dall'austriaca  Raiffeisen Bank (che si è avvantaggiata della privatizzazione della Banca del Risparmio Albanese), due dalle tedesche ProCredit Bank e KFW Bankengruppe (quest'ultima è prevalentemente impegnata nel settore energetico e nella collaborazione del credito per lo sviluppo), due dalle italiane "Banca Italo-Albanese" del "Gruppo Intesa Sanpaolo" (in joint-venture con SIMEST Società Italiana per le Imprese all'Estero e BERS - Banca Europea per la Ricostruzione e lo Sviluppo) e dalla Banca Popolare Pugliese con il brand Banca Italiana per lo Sviluppo, due dalle statunitensi American Bank of Albania, creata dall'AAEF (Albanian American Enterprise Fund) ed ultimamente acquistata per l'80% del capitale azionario dalla Banca Italo-Albanese e l'altra Union Bank / Western Union, due arabe, una dalla società turca (che si è avvantaggiata della privatizzazione della BKT Banca Nazionale del Commercio), una malese, una bulgara. 
Due istituti di credito sono partecipati con capitali di privati albanesi: Banka Credins e Banca Popolare con il 75 % del capitale di proprietà della francese Societé Générale.
Esistono inoltre alcuni istituti privati finanziari di micro-credito nel settore dello sviluppo sostenibile, dediti ai servizi all'agricoltura per le comunità montane e per le piccole imprese di agroindustria:
- Fondazione per il Finanziamento Rurale;
- Opportunity Albania Partner Albanese di Micro-Credito (creata dall Opportunity International insieme a USAID);
- Unione Finanziario "Jehona";
- Unione Albanese del Credito di Risparmio;
- Fondazione "Drejt se Ardhmes";
- Fondazione "Besa";
- Fondazione per il Finanziamento delle Comunità Montane.

## Sistema imprenditoriale
Negli ultimi anni della transizione economica hanno cominciato a diffondersi e svilupparsi piccole e medie imprese (PMI/SME) manifatturiere nei settori dell'abbigliamento e delle calzature, e alcune piccole imprese industriali e agro-industriali, ad opera di privati albanesi o/e società miste con imprenditori italiani (soprattutto dalla Puglia e dalle altre regioni meridionali del Sud Italia). Partecipano anche imprese greche, turche, tedesche ed alcune industrie di export statunitensi con imprese albanesi (queste ultime attive nel settore delle erbe officinali naturali e medicinali).
I punti di forza di queste imprese sono:
1. Basso costo del lavoro e mercato del lavoro flessibile. Il costo del lavoro in Albania è tra i più bassi in Europa. Il reddito mensile medio di un addetto operaio nel settore dell'abbigliamento e calzaturiero è pari a circa 200-250 Euro;
2. Disponibilità di significative risorse naturali. L'Albania ha importanti risorse minerarie, tra cui cromo, nichel, rame, petrolio e carbone. Inoltre, sono presenti anche giacimenti di bauxite e fosfati, ancora poco sfruttati (come anche quelli petroliferi, per questioni politiche). Di minor importanza le riserve di dolomite, gesso, argilla, vetri vulcanici, bitume e marmo. Sale marino bio-naturale di prima qualità a Valona e lungo la Riviera del sud fino al Konispol;
3. Favorevole locazione geografica. Grazie alla sua collocazione geografica, e al regime dei costi economici l'Albania può essere utilizzata come base per la delocalizzazione di alcuni processi produttivi. I collegamenti giornalieri di trasporto per via aerea e via mare con l'Italia, da Durazzo e Valona verso i porti di Trieste, Ancona, Bari e Brindisi garantiscono un flusso rapido e continuo di merci;
4. Lo sviluppo del settore dei servizi di terziario avanzato, che può contare sui nuovi laureati albanesi con conoscenza avanzata della lingua inglese e della lingua italiana, preparatisi nelle maggiori università italiane ed europee, in collaborazione anche con i diplomati nelle Università Statali di Tirana e delle altre città dell'Albania;
5. Tasse tra le più basse al mondo, con un sistema paragonabile alla flat tax.

Si sta inoltre creando un ambiente favorevole alla creazione di imprese per le nuove tecnologie industriali e dei servizi di terziario avanzato (soprattutto nelle città di Tirana, Durazzo, Scutari, Coriza e Valona), specialmente nelle seguenti aree di sviluppo:
- Internet Service Provider ISP;
- nuova tecnologia radio televisiva Europea DVB - Digital Video Broadcasting;
- programmazione informatica in esternalizzazione online, sviluppo di Software Open Source per numerose piattaforme software, sviluppo di siti web e sistemi avanzati di economia digitale;
- ingegneria matematica applicata;
- ricerca e sviluppo per le nuove tecnologie dell'informazione e delle comunicazioni - ICT;
- aziende di esternalizzazioni dedite all'assemblaggio di personal computer ed accessori relativi alle nuove tecnologie hardware del mercato TV satellitare.

## Sistema economico-industriale

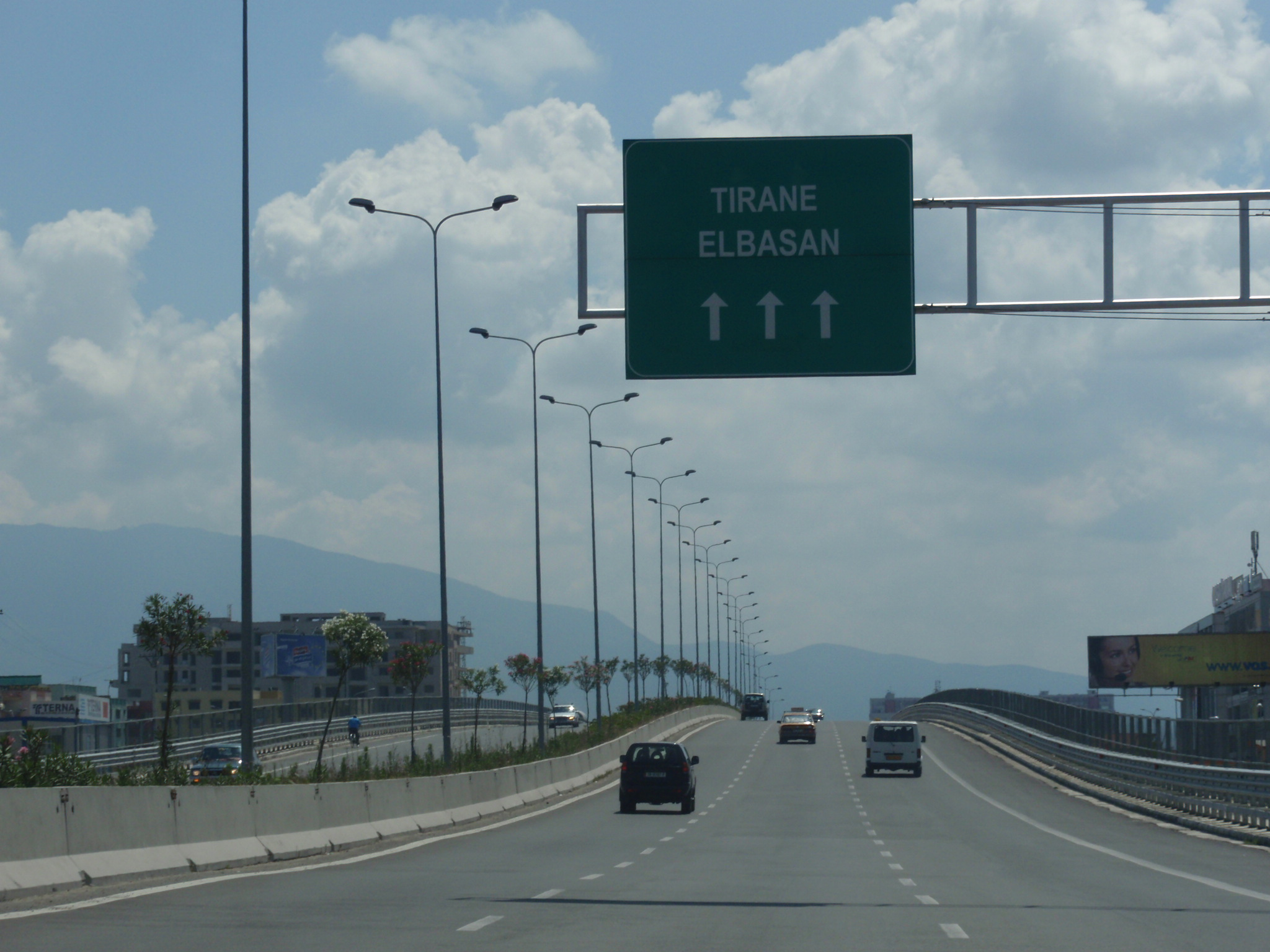
Entrata a Tirana

Il livello della produzione industriale nazionale, ancora limitato per lo sviluppo dell'economia reale e del PIL, lascia ampie opportunità agli investitori privati albanesi e stranieri per eventuali partnership.
La Confindustria Albanese (Konfindustria Shqiptare) ha sviluppato studi e ricerche nel campo dell'ingegneria industriale per lo sviluppo di progetti di lungo termine in partenariato con la Confindustria Italiana e con le corrispondenti organizzazioni dei paesi più industrializzati dell'Europa Occidentale, interessate a stabilire nuove unità industriali produttive, sviluppate con il supporto finanziario dei grandi gruppi privati bancari e delle fondazioni industriali europee. Questo processo apre importanti prospettive rivolte ai mercati regionali dell'Europa sudorientale, su cui possono trovare spazio tanto i prodotti industriali e agro-industriali europei, quanto quelli agricoli bio-organici naturali albanesi, come frutta, ortaggi e verdura fresca prodotte da agricoltori diretti e certificati secondo gli standard dell'Unione Europea.
Le opportunità economiche imprenditoriali includono la creazione di società miste e/o di consorzi con le medie e grandi aziende familiari albanesi (è sempre stato importante nella storia nazionale socio-economica dell'Albania, conservare l'identità nazionale e l'eredità delle famiglie albanesi sulla proprietà privata delle terre agricole), e/o in affitto direttamente dai proprietari delle terre agricole, secondo la tradizione secolare economica albanese, italiana e europea. Tali aziende familiari agricole, agro-industriali ed agrituristiche, dall'anno 2006, con la nuova legge per lo sviluppo della dimensione della proprietà privata in Albania sono in fase di sviluppo in linea con la media europea delle proprietà private agricole da 40 fino a 100 ettari.
Il turismo è una risorsa in crescita, con la creazione delle agenzie private turistiche albanesi e straniere, e si concentra sulla costa adriatica dal nord e sulla riviera ionica, in particolare grazie alla presenza di turisti albanesi kosovari e della Macedonia del Nord.
Il bilancio esportazioni/importazioni è ancora fortemente squilibrato verso le importazioni, il paese ha un livello di esportazione minimo e importa molti prodotti alimentari e industriali, dalle materie prime ai prodotti di largo consumo. Il rapporto export/import è di 1/7 ed è costituito soprattutto da merci provenienti da Italia, Grecia, Macedonia del Nord e Turchia.
Oltre che con le rimesse degli emigrati (che ammontano a quasi un miliardo e trecento milioni di Euro l'anno), il pagamento delle importazioni è finanziata grazie agli aiuti allo sviluppo ricevuti da alcuni paesi donatori (fra i quali Italia, Germania, Austria, Francia, Svizzera, Gran Bretagna, Irlanda, Spagna, Paesi Bassi, Giappone, Israele, USA, Canada, Turchia, Arabia Saudita e Kuwait) e tramite flusso di denaro dato dagli investimenti di capitale dall'estero.

## Capitale umano e lavoro
Più di un quarto della forza lavoro albanese è impiegato all'estero. Secondo i dati dell'Organizzazione Internazionale per le Migrazioni, dagli anni novanta al 2006 sono emigrati più di 1.100.000 cittadini albanesi; di questi, la maggior parte ha assunto lo status di migrante economico permanente o a medio termine/stagionale; Oltre un migliaio sono emigrati inserendosi come imprenditori e commercianti in società straniere a partecipazione mista; una decina circa come liberi professionisti (artisti, musicisti) e nelle attività sportive, mentre molti svolgono attività di ricerca e sviluppo come tecnici specializzati e professori presso i centri di ricerca esteri, sia statali che privati.

Attualmente si calcolano circa 25.000 studenti albanesi nel mondo, di cui 12.000 nel solo sistema universitario italiano.
In Italia vi sono 400.000 albanesi emigranti economici legalmente riconosciuti (altri 100.000 in fase di legalizzazione), di cui il 15,9% titolare di piccole imprese associate di Confartigianato in Italia; in Grecia sono 600.000 gli emigranti economici albanesi. Altri paesi di forte emigrazione sono Germania, Svizzera, Gran Bretagna, Francia, Stati Uniti e Canada.

## PIL Pro Capite
Sotto si può vedere la tabella del PIL Pro Capite negli anni
| ANNO | PIL Pro Capite (EURO) | PIL PC (LEK) |
| ---- | --------------------- | ------------ |
| 2012 | 3,276                 | 460,000      |
| 2013 | 3,323                 | 466,000      |
| 2014 | 3,450                 | 483,000      |
| 2015 | 3,563                 | 498,000      |
| 2016 | 3,727                 | 512,000      |
| 2017 | 4,023                 | 540,000      |
| 2018 | 4,473                 | 571,000      |
| 2019 | #                     | #            |